# Featherston (Neuseeland)
Featherston ist ein Ort im South Wairarapa District der Region Wellington auf der Nordinsel von Neuseeland.

## Geographie
Der Ort liegt an der Ostseite der Remutaka Range rund 22 km östlich von Upper Hutt und rund 34 km südwestlich von Masterton. Gut 6 km südwestlich befindet sich der Lake Wairarapa.

## Geschichte
Das Featherston Military Training Camp war während des Ersten Weltkrieges ein bedeutendes militärisches Ausbildungszentrum. Im Zweiten Weltkrieg wurde es als Featherston prisoner of war camp zur Internierung von Kriegsgefangenen genutzt. Die Stadt wurde 1943 dadurch bekannt, dass 31 japanische Kriegsgefangene im Lager von den Wachen erschossen wurden, die glaubten, dass sie von den Gefangenen überfallen werden sollten.

## Bevölkerung
Zum Zensus des Jahres 2013 zählte der Ort 2253 Einwohner, 3,7 % weniger als zur Volkszählung im Jahr 2006.

## Infrastruktur

### Verkehr
Durch den Ort führt der New Zealand State Highway 2 und hier zweigt der State Highway 53 nach Martinborough nach Osten ab.
Die Bahnstrecke Wellington–Woodville führt ebenfalls durch Featherston und verbindet den Ort über Upper Hutt mit Wellington im Südwesten an und nach Nordosten über Masterton mit der Ostküste der Nordinsel. Im Bahnhof der Stadt halten die Züge der Wairarapa Line, die zwischen Wellington und Masterton verkehren.

### Bildungswesen
Featherston hat vier Grundschulen: St. Teresa's School, Featherston School, Kahutara Primary und South Featherston School. Es hatte bis in die 1960er auch eine High School (Featherston District High School).

## Sehenswürdigkeiten
Featherston beherbergt im Fell Engine Museum die weltweit einzige erhaltene Fell-Lokomotive (NZR-Klasse H).

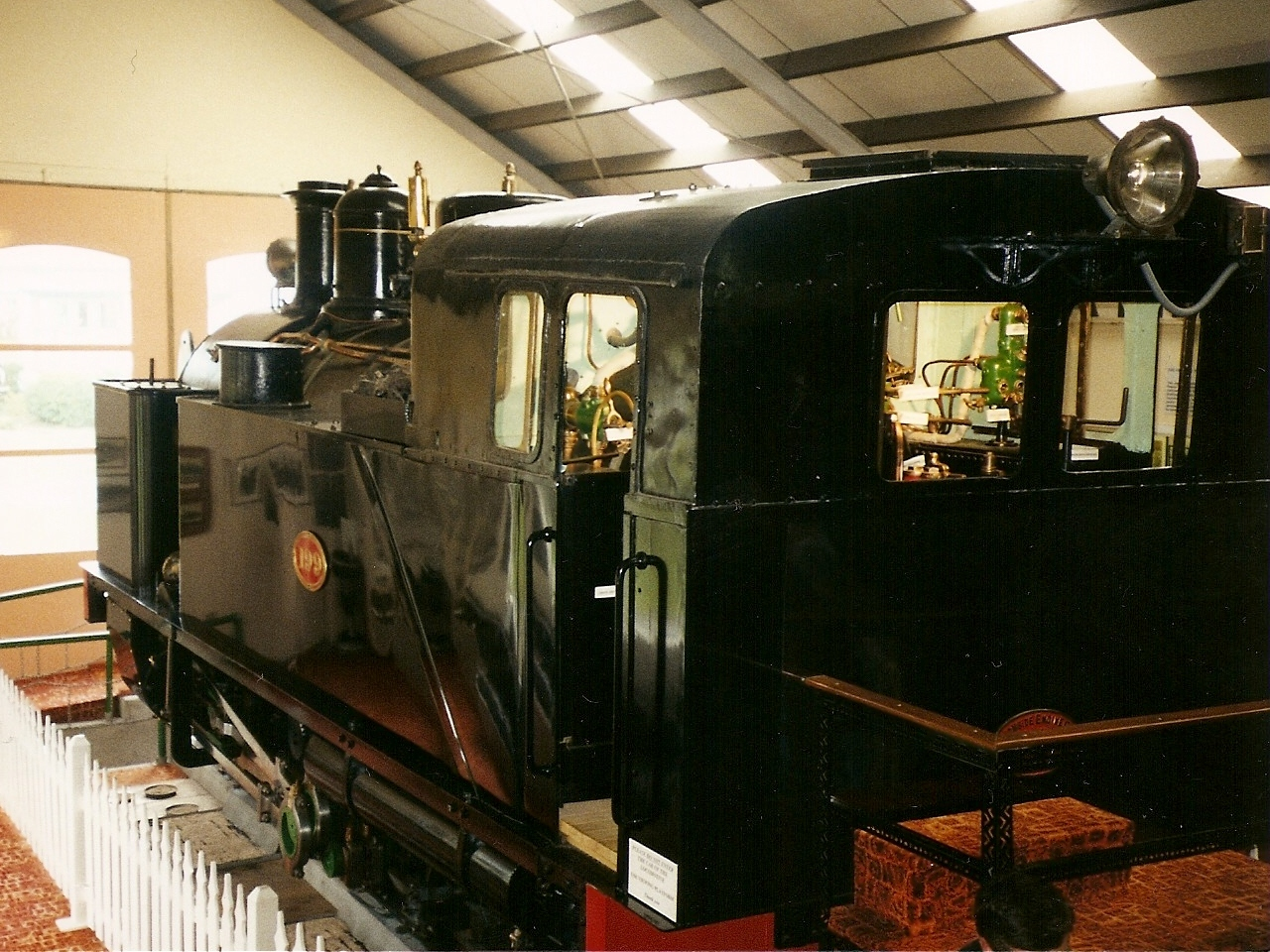
NZR-Klasse H 199 im Fell Engine Museum in Featherston

Im Westen der Stadt befindet sich ein als One Tree Hill bekannter Hügel (nicht zu verwechseln mit dem One Tree Hill in Auckland der offiziell Maungakiekie / One Tree Hill genannt wird). Obwohl der Hügel mit Bäumen bewachsen ist, überragt ein einzelner Baum nahe dem Gipfel alle andern. Ein Wanderweg führt zu diesem Baum hinauf und auf der anderen Seite des Hügels wieder hinab. Das Gebiet um den Gipfel des Hügels und um den Zugang zu dem Wanderpfad wurden in den letzten Jahren mit Picknicktischen ausgestattet, ein neuer Pfad zum Gipfel angelegt, der eine Aussicht auf den Ort bietet. Der Baum selbst ist eingezäunt, damit die Besucher nicht über seine Wurzeln laufen und um Vandalismus zu erschweren.

## Persönlichkeiten
- Dan Riddiford (1914–1974), Politiker
- Riki Flutey (* 1980), Rugbyspieler